# Athetis differenciata
Athetis differenciata är en fjärilsart som beskrevs av Felix Bryk 1948. Athetis differenciata ingår i släktet Athetis och familjen nattflyn. Inga underarter finns listade i Catalogue of Life.